# تخلية (صوفية)
التَّخْلِيَةُ عند الصوفية هي تزكية وتنقية المريد لسريرته وعلانيته من الأخلاق السيئة والسلوكات القبيحة والأعمال المهلكة.

## مشروعيتها
جاء معنى التخلية بصيغة الإفراغ ضمن منهج النبي ﷺ في تربية وتزكية الصحابة ، وذلك في شهادة الصحابي عبد الله بن مسعود  التي نصها:
| تخلية (صوفية)       | كَانَ النَّبِيُّ ﷺ يُفْرِغُنَا ثُمَّ يَمْلَؤُنَا | تخلية (صوفية) |
| — عبد الله بن مسعود |                              |               |

ذلك أن مدرسة دار الأرقم التي انطلقت منها أنوار التزكية الإسلامية قد اعتمدت على تنقية سرائر الصحابة  من الأوضار والعلائق والعوائد والعوائق، قبل تحليتها بالفضائل والعلوم والأخلاق والقربات.
ولعل من ثمار وأسرار نجاح عملية تخلية نفوس الصحابة  من كافة المفاهيم المغلوطة والعقائد المترسخة، أنه لم ينحرف أحد منهم عن الوسطية والاعتدال، ولم يتحول أحد منهم إلى طائفة الخوارج بعد وفاة النبي ﷺ.
ويذكر الصحابي جندب بن عبد الله البجلي  أن التربية النبوية اعتمدت على تنقية السرائر وترسيخ الإيمان لدى النائشة، قبل التحلية بآيات القرآن الكريم مع العلوم الشرعية الأخرى، وذلك في مقولته:
| تخلية (صوفية)             | كُنَّا مَعَ النَّبِيِّ ﷺ وَنَحْنُ فِتْيَانٌ حَزَاوِرَةٌ، فَتَعَلَّمْنَا الإِيمَانَ قَبْلَ أَنْ نَتَعَلَّمَ الْقُرْآنَ، ثُمَّ تَعَلَّمْنَا الْقُرْآنَ فَازْدَدْنَا بِهِ إِيمَانًا | تخلية (صوفية) |
| — جندب بن عبد الله البجلي | |               |

وقد أكد الرسول محمد ﷺ ضرورة تنقية السريرة وتخليتها من الرذائل قبل تحليتها بالعلوم والفضائل، وذلك في حديث نبوي يحض فيه على طلب العلم:
روي عن أنس بن مالك  في سنن ابن ماجه: 
| تخلية (صوفية) | طَلَبُ الْعِلْمِ فَرِيضَةٌ عَلَى كُلِّ مُسْلِمٍ، وَوَاضِعُ الْعِلْمِ عِنْدِ غَيْرِ أَهْلِهِ كَمُقَلِّدِ الْخَنَازِيرِ الْجَوْهَرَ وَاللُّوْلُؤَ وَالذَّهَبَ | تخلية (صوفية) |

ويظهر جليا من هذا الحديث أن تحلية وكسوة وتزيين جسم متسخ خبيث، لا يستقيم أمره قبل أن تتم تخليته وتنقيته وتطهيره من نتانته وخسته ودنسه، وكذلك أمر التزكية الإيمانية التي تصلح أبجدياتها في نفس متلونة ملتوية.

## كيفيتها
تُعتبر التخلية مرحلة ضرورية من مراحل تزكية نفس المريد والسالك بعد أدائه المستمر والجاد لورد المراقبة الذي يتلوه ورد المحاسبة دون تقصير.
ذلك أن الصوفية يلخصون تعريف التصوف الصحيح في مقولتهم النفيسة:
| تخلية (صوفية) | التَّصَوُّفُ: مُرَاقَبَةٌ، وَمُحَاسَبَةٌ، وَتَزْكِيَةٌ تَقُومُ عَلَى التَّخْلِيَةِ وَالتَّحْلِيَةِ | تخلية (صوفية) |

وهذه المنهجية الربانية المعتمدة على المراقبة لخلجات النفس وخواطر القلب وشذرات العقل وفلتات اللسان وهفوات الجوارح، هي التي أنطقت الإمام عبد القادر الجيلاني  في كتابه فتوح الغيب بقوله:
| تخلية (صوفية)                      | إذَا خَرَجَ الزُّورُ، دَخَلَ النُّورُ | تخلية (صوفية) |
| — عبد القادر الجيلاني ، فتوح الغيب |                          |               |

وينطلق المتصوفة في تسييرهم للمنهجية التربوية للمريدين والسالكين على كون عملية التخلية التي تتلو المراقبة تحتاج إلى مدة زمنية كافية لتطهير القلوب والنفوس والعقول من الرواسب المخالفة للفطرة، وذلك اعتمادا على الآية السادسة عشرة من سورة الحديد التي نصها:
سورة الحديد: ﴿أَلَمْ يَأْنِ لِلَّذِينَ آمَنُوا أَنْ تَخْشَعَ قُلُوبُهُمْ لِذِكْرِ اللَّهِ وَمَا نَزَلَ مِنَ الْحَقِّ وَلَا يَكُونُوا كَالَّذِينَ أُوتُوا الْكِتَابَ مِنْ قَبْلُ فَطَالَ عَلَيْهِمُ الْأَمَدُ فَقَسَتْ قُلُوبُهُمْ وَكَثِيرٌ مِنْهُمْ فَاسِقُونَ ۝١٦﴾ [الحديد:16]
فقد أورد الصحابي عبد الله بن مسعود  بأن هذه الآية من سورة الحديد جاءت لتعاتب الصحابة  على أن أربعة أعوام كافية لتحصيل تزكية النفوس، وتخلية القلوب من القسوة والفسوق، وتحلية الذوات بالإيمان والخشوع وثمار الأذكار، وذلك في مقولته:
| تخلية (صوفية)       | مَا كَانَ بَيْنَ إِسْلاَمِنَا وَبَيْنَ أَنْ عَاتَبَنَا اللهُ بِهَذِهِ الآيَةِ: أَلَمْ يَأْنِ لِلَّذِينَ آَمَنُوا أَنْ تَخْشَعَ قُلُوبُهُمْ لِذِكْرِ اللَّهِ إِلَى وَكَثِيرٌ مِنْهُمْ فَاسِقُونَ إِلاَّ أَرْبَعُ سِنِينَ | تخلية (صوفية) |
| — عبد الله بن مسعود | |               |

فالمسلم المريد حينما يطول به الأمد في التفريط في مراقبة نفسه ومحاسبتها وتزكيتها بالتخلية والتحلية، فإن القسوة تعتري قلبه والغفلة تكسوه والران يعلوه، فينجر عن ذلك فسوق باطني وظاهري كما حدث لأهل الكتاب.
فإذا كانت أربعة أعوام قد فصلت ما بين بدء البعثة النبوية ونزول الآية السادسة عشرة من سورة الحديد مع هذا العتاب الرباني اللطيف لاستنهاض همم الصحابة ، فغيرهم من الأمة الإسلامية أولى بانتهاج طريق تزكية له مدته وكيفيته.

## محاذيرها
كما هو شأن سائر أمور الدين والدنيا، فإن التَّخْلِيَةَ يجب أن تربأ في مدتها وكيفيتها عن الإفراط والتفريط، وعن الغلو والليونة، ذلك أن الإسلام هو دين الوسطية والاعتدال ولا يقبل من أتباعه تنطعا أو تطرفا.
لذلك فإن الرفق في التعامل مع نفس المريد، وهو يباشر تخليتها من عوائدها السيئة وأخلاقها المذمومة وممارساتها المرذولة، هو كفيل بإحراز التوفيق ونيل أجر الصواب في اتباع النبي محمد ﷺ في رسالته الخاتمة.
وقد روى الصحابي جابر بن عبد الله الأنصاري  حديثا نبويا يحث فيه على الرفق والاعتدال والتؤدة بما يجعل التخلية لا تنحرف بنفس المريد نحو غلو الرهبان الذين هلكوا في صوامعهم من شدة إعراضهم عما كتب الله  لهم من مقتضيات بشريتهم:
روي عن جابر بن عبد الله الأنصاري  في سنن البيهقي: 
| تخلية (صوفية) | إِنَّ هَذَا الدِّينَ مَتِينٌ، فَأَوْغِلْ فِيهِ بِرِفْقٍ، وَلاَ تُبَغِّضْ إِلَى نَفْسِكَ عِبَادَةَ رَبِّكَ، فَإِنَّ الْمُنْبَتَّ لاَ أَرْضًا قَطَعَ، وَلاَ ظَهْرًا أَبْقَى | تخلية (صوفية) |

فإذا كانت مدة أربعة أعوام كافية لتحصيل الخشوع ودوام أوراد الذكر والدعاء والطاعات أثناء صدر الإسلام الأول، فإن المريدين والسالكين في الأزمنة المتأخرة أولى بانتظار نضج ثمرات توبتهم وإنابتهم دون حرق للأشواط واستباق لمراحل السير إلى الله .

## فيديوهات
- "التخلية والتحلية في التصوف؟": أ.د. علي جمعة في جوان 2015م على يوتيوب
- "التخلية والتحلية": الشيخ محمد حسين يعقوب في أفريل 2013م على يوتيوب
- "التخلية قبل التحلية": الدكتور عمر عبد الكافي في أفريل 2013م على يوتيوب
- "هل سمعت بمصطلح التحلية والتخلية؟": الدكتور عدنان إبراهيم في أكتوبر 2016م على يوتيوب
- "ذكر التخلية والتحلية في الحكم العطائية": الدكتور يسري جبر في سبتمبر 2017م على يوتيوب